# 張崇烈
張崇烈（16世紀—17世紀），字衡麓，湖廣德安府應城縣人，明朝政治人物。

## 生平
張崇烈是萬曆十六年（1588年）湖廣鄉試舉人，授京山教諭，陞樂安知縣，分考鄉試取錄鄒元標、徐天樞稱得人，擢為徐州知州有治績，上級寫下對聯「俊偉空中樓閣，清廉雨後星聯」送贈給他，不久他入朝擔任巡按御史，徐州人民為他立碑建祠，很快因遭忌才而告歸，有《悟真集》流傳，樂安縣民也請讓他入祀名宦祠。

## 引用
1. 1 2  光緒《德安府志·卷十三·人物一》：張崇烈，字衡麓，應城人，少穎異，善文詞，萬厯戊子舉人，初由京山教諭，陞江西樂安知縣，分校秋闈得鄒元標、徐天樞，江右稱為得人，擢徐州知府，治績卓異，大府題「俊偉空中樓閣，清廉雨後星聯」以贈。內轉巡按御史，徐州民如失怙恃，為之流涕立碑建祠，適有忌其才者遂 同上（應城志）